# Scavengerfällung
Die Scavengerfällung [ˈskævɪndʒə(r)-] (auch „Mitfällung durch Adsorption“) ist ein in der Radiochemie verwendetes Verfahren zur Abtrennung von trägerfreien (oder -armen) Radionukliden aus Lösungen durch Adsorption an der Oberfläche eines Niederschlags.

## Direkte Fällung von Radionukliden
Eine Fällungsreaktion tritt nur dann auf, wenn das Löslichkeitsprodukt des auszufällenden Stoffs überschritten wird. Radionuklide liegen jedoch häufig in so geringen Stoffmengenkonzentrationen vor, dass selbst für schwerlösliche Verbindungen das Löslichkeitsprodukt nicht überschritten werden kann, weshalb eine direkte Abtrennung durch Fällung nicht möglich ist.
Zum Beispiel hat das Löslichkeitsprodukt von Strontiumsulfat (SrSO4) bei einer Temperatur von 25 °C einen Wert von Ksp = 3,44 · 10−7 mol2/l2:
{\displaystyle K_{\mathrm {sp} }=c(\mathrm {Sr^{2+}} )\cdot c(\mathrm {SO_{4}^{2-}} )=3{,}44\cdot 10^{-7}\;\mathrm {mol^{2}} \cdot \mathrm {l^{-2}} }
Das bedeutet, wenn das Strontiumsulfat beispielsweise mit Schwefelsäure (H2SO4) der Konzentration c = 1 mol/l ausgefällt werden soll, muss die Strontiumkonzentration einen Wert von c(Sr2+) = 3,44 · 10−7 mol/l deutlich übersteigen, damit ein Niederschlag entstehen kann.
Für ein trägerfreies Radionuklid ergibt sich die einer Stoffmenge n entsprechende Aktivität A aus dem Zerfallsgesetz
{\displaystyle A=-{\frac {\mathrm {d} N}{\mathrm {d} t}}=\lambda \cdot N={\frac {\ln 2}{T_{\text{1/2}}}}\cdot N}
und mithilfe der Avogadro-Konstante NA
{\displaystyle N_{\mathrm {A} }={\frac {N}{n}}=6{,}022\;140\;76\cdot 10^{23}\;\mathrm {mol} ^{-1}}
zu
{\displaystyle A=n\cdot {\frac {N_{\mathrm {A} }\cdot \ln 2}{T_{\text{1/2}}}}}.
Daher entspricht eine Stoffmengenkonzentration von c = 3,44 · 10−7 mol/l bei einer trägerfreien 90Sr-Lösung (Halbwertszeit: T1/2 = 29,12 a ≈ 9,2 · 108 s) einer Aktivitätskonzentration cA von 1,6 · 108 Bq/l:
{\displaystyle {\begin{aligned}c_{A}={\frac {A}{V}}&=c\cdot {\frac {N_{\mathrm {A} }\cdot \ln 2}{T_{\text{1/2}}}}\\&=3{,}44\cdot 10^{-7}\;\mathrm {mol} \cdot \mathrm {l^{-1}} \cdot {\frac {6{,}022\;140\;76\cdot 10^{23}\;\mathrm {mol} ^{-1}\cdot \ln 2}{9{,}2\cdot 10^{8}\;\mathrm {s} }}=1{,}6\cdot 10^{8}\;\mathrm {Bq} \cdot \mathrm {l^{-1}} \end{aligned}}}
Zum Vergleich: Die maximal zulässige Aktivitätskonzentration von 90Sr im Wasser, das aus Strahlenschutzbereichen in Abwasserkanäle eingeleitet wird, beträgt nach § 29 StrlSchV nur cA = 4 · 103 Bq/m3 = 4 Bq/l.  Die typischerweise im Abwasser oder Umweltproben vorkommenden Konzentrationen von trägerfreien Radionukliden sind daher viel zu niedrig, um von einer direkten Fällung erfasst zu werden.

## Mitfällung von Radionukliden

### Mitfällung durch isomorphen Ersatz
Eine Möglichkeit zur Fällung von Radionukliden ist der Zusatz eines stabilen (d. h. nicht radioaktiven) Trägers, der sich chemisch wie das betrachtete Radionuklid verhält, sodass insgesamt das Löslichkeitsprodukt überschritten werden kann. Das Radionuklid lässt sich dann zusammen mit dem Träger ausfällen.

### Mitfällung durch Adsorption (Scavengerfällung)

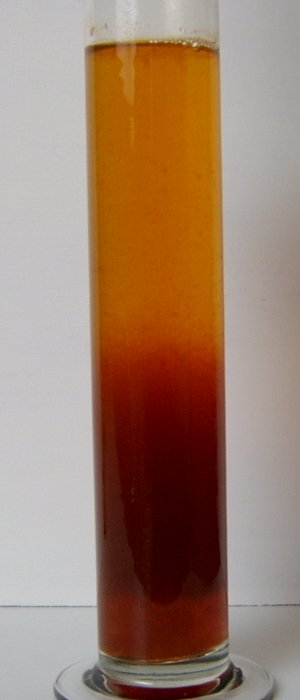
Voluminöse Fällung von Eisen(III)-hydroxid

Im Gegensatz zur Mitfällung durch isomorphen Ersatz bietet die Scavengerfällung eine Möglichkeit zur Abtrennung von trägerfreien Radionukliden – insbesondere wenn die Verwendung eines Trägers unerwünscht oder nicht möglich ist. Dabei werden die Radionuklide an der Oberfläche eines frisch gefällten Niederschlags adsorbiert. Die Wirksamkeit dieser Mitfällung durch Adsorption hängt stark von der Größe der adsorbierenden Oberfläche des Niederschlags ab. Daher sind voluminöse Niederschläge (z. B. von Hydroxiden) besonders gut zur Adsorption von Radionukliden geeignet.
Die Mitfällung durch Adsorption wird außerdem durch die Ladung an der Oberfläche des Niederschlags und von der Ladung des Radionuklids beeinflusst. Beispielsweise werden kationische Radionuklide stärker an einem Niederschlag adsorbiert, wenn dieser an seiner Oberfläche einen Überschuss von Anionen enthält.
Otto Hahn fasst die Bedingungen der Mitfällung durch Adsorption in der Hahnschen Adsorptionsregel zusammen:

„Ein in beliebiger Verdünnung vorliegendes Ion wird an einen Niederschlag dann stark adsorbiert, wenn der Niederschlag eine dem Ion entgegengesetzte Ladung trägt und die nach der Adsorption entstandene Verbindung in dem gegebenen Lösungs mittel schwer löslich bzw. wenig dissoziiert ist.“

Für eine Scavengerfällung sind insbesondere solche Niederschläge geeignet, die große Oberflächen bilden, wie z. B. die Hydroxide mehrwertiger Metallionen (z. B. FeIII, MnIV, SbV oder SnIV), Salze mehrwertiger Metallionen mit mehrbasischen Säuren (z. B. Phosphate, Wolframate, Arsenate von Zr, Ti, SnIV, CrIII) sowie Salze von Heteropolysäuren, Hexacyanoferrate usw.